# Franz Heldenstein
François Ignace David (Franz) Heldenstein (Luxemburg, 1 februari 1820 – aldaar, 2 juni 1907) was een Luxemburgs apotheker, kunstschilder en tekenaar. Hij werd wel Papa Heldenstein genoemd.

## Leven en werk
Franz Heldenstein was een zoon van Jean-Pierre David Heldenstein (1792-1868) en Anne Barbe Seÿler. Zowel zijn vader als grootvader François Heldenstein (1749-1824) waren apotheker en burgemeester. Franz voelde zich aangetrokken door muziek en schilderkunst, maar trad op uitdrukkelijk verzoek van zijn vader in diens voetsporen in de farmacie. Na een jarenlange stage bij een apotheek in Mayen en een opleiding (1842-1843) in Berlijn was hij hulpapotheker, tot hij in oktober 1847 werd benoemd tot apotheker. Hij had een eigen apotheek in Grevenmacher (1848-1859), later in de stad Luxemburg (1860-1890). Hij trouwde in 1849 met Antoinette Aldenkortt (overleden in 1860) en in 1865 met zijn nicht Adèle Henry (overleden in 1894). In 1869 volgde hij zijn vader op als lid van de Société des sciences médicales, het medisch college van het groothertogdom.
In zijn vrije tijd hield Heldenstein zich met kunst bezig. Hij kreeg lessen van de landschapsschilder Jean-Baptiste Fresez, die met Franz' volle nicht was getrouwd. Samen trokken ze door de Eifel en langs de oevers van de Moezel en de Rijn. Heidenstein schilderde en tekende onder andere bloemstillevens, landschappen en portretten. Hij kreeg vooral bekendheid vanwege zijn houtskooltekeningen. In 1868 maakte hij in opdracht van koning-groothertog Willem III tien schilderijen met afbeeldingen van Luxemburgse kastelen. De twee meter hoge schilderijen hingen aanvankelijk in diens werkkamer op kasteel Berg, later op Paleis Het Loo. Bij een staatsbezoek van groothertog Jean en Josephine Charlotte aan Nederland (1967) kregen zij de schilderijen cadeau en keerde het werk van Heldenstein terug naar het groothertogelijk paleis.
Heldenstein werd in 1868 curator van de muziekschool. In 1873 richtte hij samen met een aantal ondernemers en bankiers de 'Société du théâtre de Luxembourg' op. Hij was violist in het theaterorkest en schilderde decors voor de voorstellingen. In 1893 stond Heldenstein met onder anderen de schilders Pierre Blanc, Michel Engels en beeldhouwer Jean-Baptiste Wercollier aan de wieg van de kunstenaarsvereniging Cercle Artistique de Luxembourg (CAL). Hij was tot 1899 de eerste voorzitter van de vereniging en werd daarna benoemd tot erevoorzitter. In 1900 ontving Heldenstein bij een banket ter gelegenheid van diens 80e verjaardag een geschenk van de leden van de CAL, bestaande uit een door Wercollier gemodelleerd medaillon, dat werd omgeven door een aluminiumbronzen lauwerkrans, uitgevoerd door Etienne Galowich. Het geheel werd door Pierre Kipgen van een omlijsting voorzien.
Franz Heldenstein werd in 1894 benoemd tot officier in de orde van de Eikenkroon. Hij overleed in 1907, op 87-jarige leeftijd. Kort erop werd in het stadhuis een retrospectief gehouden. Tot zijn nazaten behoren zijn kleinzoon Frantz Heldenstein en diens dochter Huguette Heldenstein, die beiden kozen voor de beeldhouwkunst.

## Enkele werken

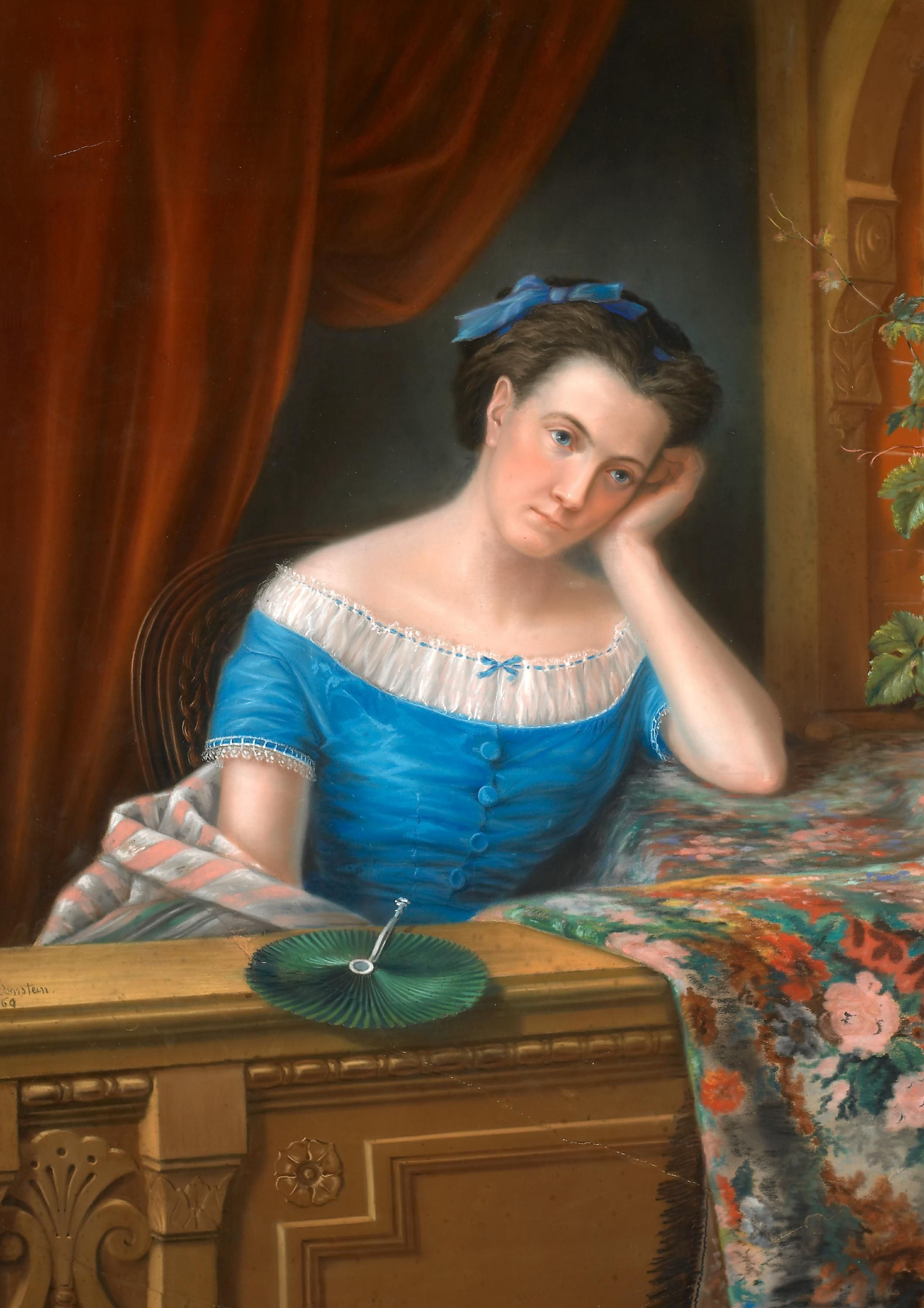
Portret van een vrouw (1860), collectie Musée national d'archéologie, d'histoire et d'art (MNAHA)
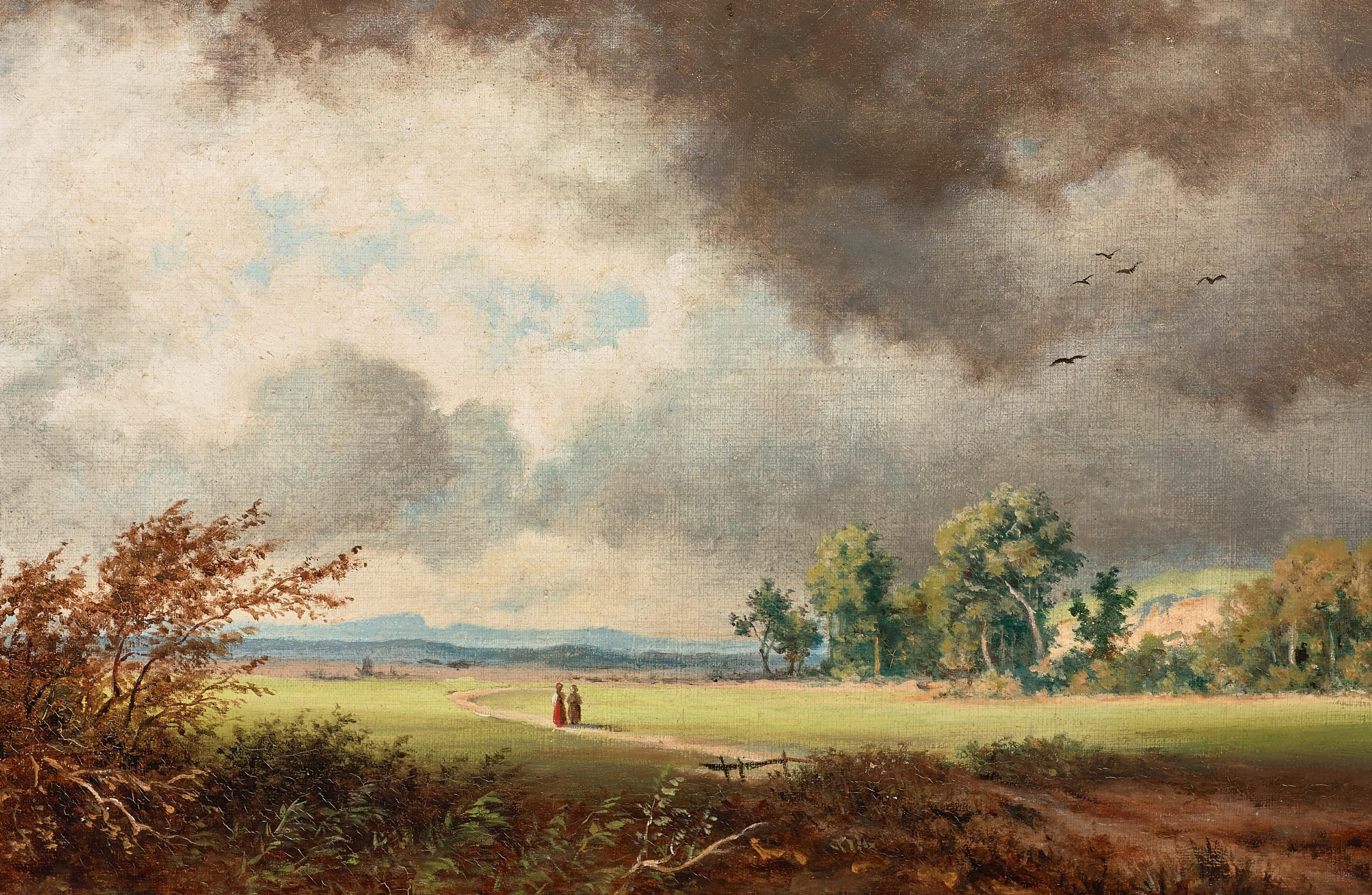
Landschap, collectie MNAHA
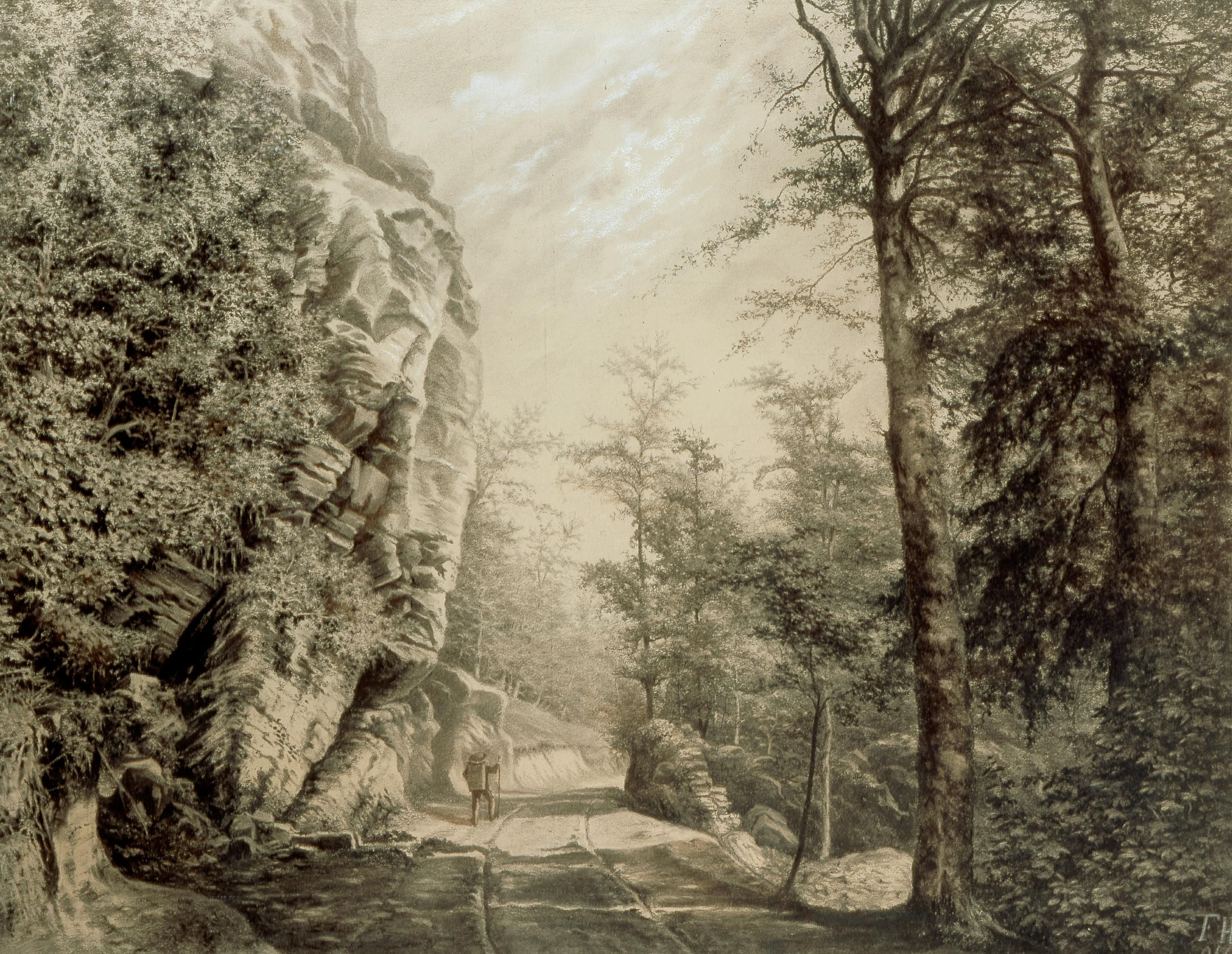
Landschap bij Echternach (1895), collectie MNAHA
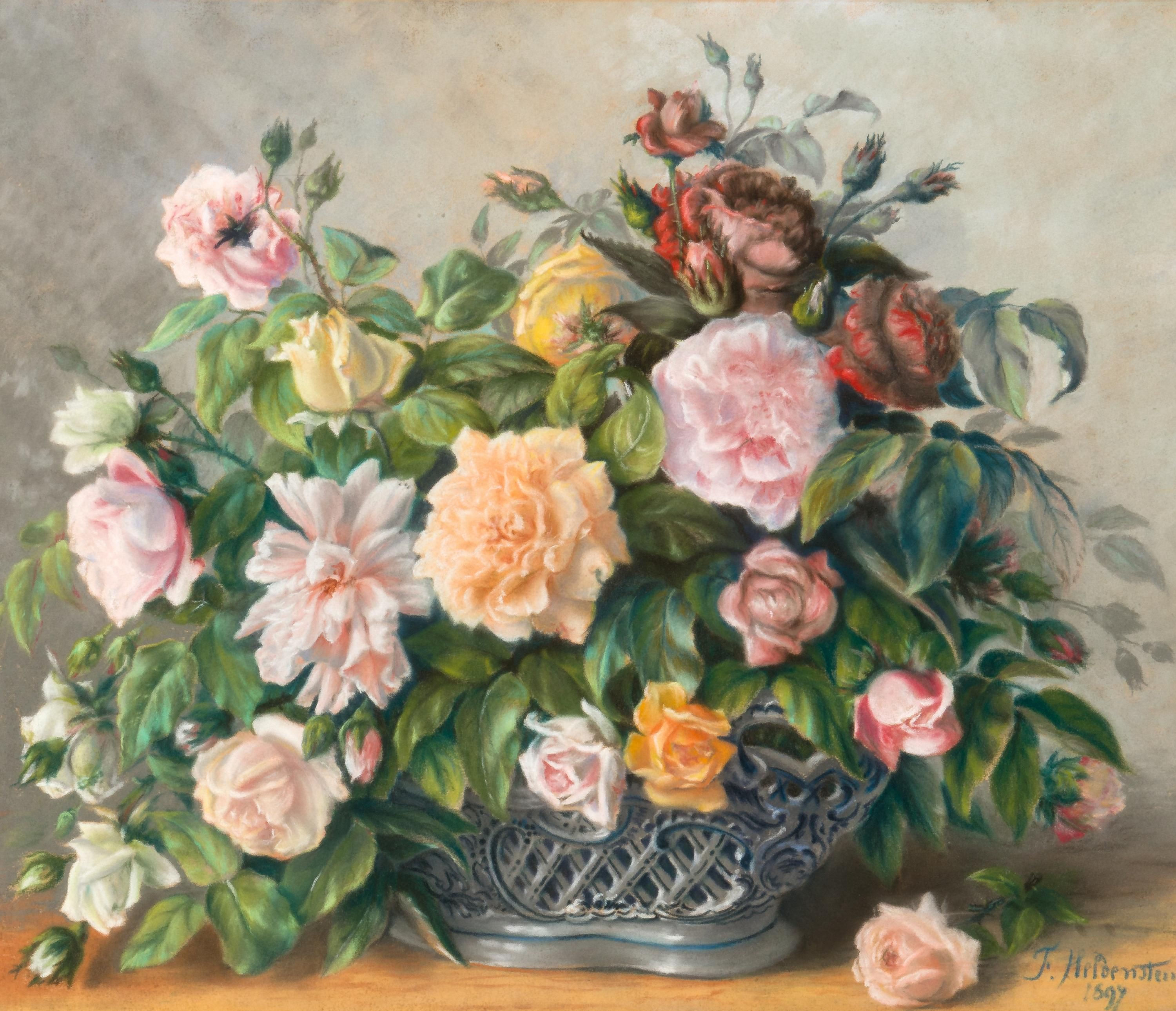
Rozen (1897), collectie MNAHA

- Musée national d'archéologie, d'histoire et d'art: lkl008592